# Indische mangoeste
De Indische mangoeste (Urva javanica) is een roofdier uit de familie van mangoesten (Herpestidae). Ze leven in het zuiden en zuidoosten van Azië. Ze hebben een lengte van 65 cm, inclusief de staart. De mannetjes wegen ongeveer 650 gram en de vrouwtjes 430 gram. Na een draagtijd van 49 dagen worden 1 tot 5 jongen geboren. Ze leven gemiddeld 3-4 jaar.  
Om ratten te bestrijden zijn ze op vele plaatsen in de wereld geïntroduceerd, zoals op Hawaï. Echter is dit mislukt omdat men er niet aan gedacht had dat ratten nachtdieren zijn en mangoesten dagdieren. 

## Invasieve uitheemse soort
Deze soort staat sinds 2016 op de lijst van uitheemse invasieve soorten die zorgwekkend zijn voor de Unie. Deze soort mag bijgevolg niet in de Europese Unie worden geïmporteerd, getransporteerd, gekweekt, verkocht, gebruikt, uitgewisseld noch worden vrijgelaten in het natuurlijk milieu. In België was het reeds langer verboden om deze soort als huisdier te houden wegens dierenwelzijnsredenen, maar met de opname op de Unielijst is dit nu ook in alle Europese lidstaten verboden.  